# 遠藤雅也 (主播)
遠藤雅也（1964年10月28日—），是一位日本男性播報員，曾於北海道電視台（HTB）服務，也曾任該電視台主播部的部長。愛知縣名古屋市出生，不過在千葉縣船橋市長大。
身高170公分，血型B型。曾經擔任中部日本放送（CBC）的播報員，後被調職往節目製作部門。

## 略歷
中央大學法學部畢業。學生時期就參加了主播研究會，當時以演員作為志向，也收過劇團試鏡的合格通知。
1988年，進入中部日本放送。同期的主播還包括槙德子（前東京電視台主播）。之後被調往廣播局的放送製作部。
1997年，從中部日本放送退社。
1998年10月，加入北海道電視台。
2017年，從北海道電視台退社。

## 人物
- 是中日龍的球迷，除了因為在名古屋的中部日本放送工作外，實際上從少年時期就開始支持。
- 興趣是釣魚和划獨木舟，曾經於2002年4月至2003年3月期間在「週刊釣魚新聞」（北海道新聞社刊）上連載文章。
- 地方新聞節目的天氣預報結束時，會經常說出「以上、天気予報と空模様でした」的用語。
- 是狸小路商店街的名譽會長。

## 主持節目

### 過去主持節目

#### CBC
- 剛才的愛知（ジャストナウアイチ）
- 名古屋荷爾蒙（なごやかホルモン）
- 0時半、松坂屋、Catoreya音樂（0時半です松坂屋ですカトレヤミュージックです）
- 週刊Drive Comic（週刊ドライブコミック） 等

#### HTB
- 廣泛情報 夕方Don!Don!（日语：情報ワイド 夕方Don!Don!）（街頭連線記者、主持人、1998年10月～2002年3月）

當初擔任街頭連線記者，直到某地方藝人告假而代理主持人。不過，該地方藝人卻在放假時發生車禍（無人員傷亡），為了負起責任結束主持，於是成為了正式主持人，街頭連線記者一職則由戶島龍太郎接替。
- 遠藤雅也的黃金蛇足（遠藤雅也の黄金的蛇足，2002年4月～2003年3月、土曜、23:48～23:54）
- 朝情報 早安!遠藤商店（日语：朝情報 おはよう!遠藤商店）（2003年4月～2006年9月）
- 早安天氣HTB（日语：おはよう天気HTB）（2006年10月～2009年3月）
- 情報提供!（情報サプリ!，2009年7月～2011年3月）
- 你和HTB（あなたとHTB，2001年4月15日～2017年）

## 外部連結
- 浮草のススメ - 本人寫真日誌 （日語）
- おはよう!遠藤商店 （页面存档备份，存于） （日語）
- プロフィール （日語）
- ようこそこコニ（CBC出演番組引用元） （日語）